# 사영운

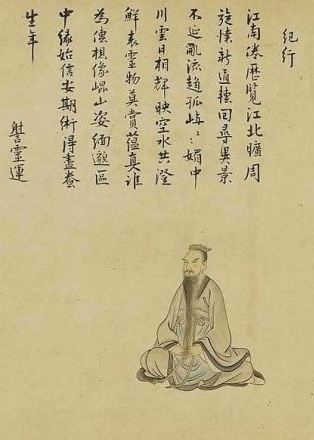

사영운(謝靈運, 385년~433년)은 중국 동진·송(宋)의 시인이다. 통칭 강락(康樂).

## 생애
본적은 진군(陳郡, 허난성)이나, 진(晋)의 남도(南都) 후는 회계(會稽, 저장성)로 본거를 옮긴 명문 출신이다. 조부 현(玄)은 회비의 싸움(383)에서 대공을 세워 강락공(康樂公)에 책봉되었다. 부친 환은 일찍 죽었고, 젊어서 조부의 뒤를 이었기 때문에 사강락(謝康樂)이라고 칭해졌다.
명문 출신이었으므로 정치에 야심을 품고 있었으나, 진이 멸망하고 송이 서자 작위(爵位)를 강등당한 후 중요한 관직에도 있지 못해서 항상 불만을 가지고 있었다. 그 불만의 배설구로서, 회계와 영가(永嘉, 저장 성)의 아름다운 산수에 마음을 두어 훌륭한 시를 남겼다. 결국 최후에는 모반의 죄를 쓰고 처형되었다. 그의 시는 종래의 노장류(老莊流)의 현언시(玄言詩)의 풍을 배제하고, 새로이 산수시의 길을 개척한 것으로 높이 평가되어 후세에 끼친 영향이 크다. 동시대의 도연명의 자연시에 비해서, 인위적인 수사(修辭)의 아름다움에 기울어졌다는 결점이 있으나 당시 사영운의 위치는 어디까지나 정통적이었으며, 《문선》에 40수가 수록되어 있다.

## 전기 자료
- 《송서》 권67, 〈열전〉27, 사영운
- 《남사》 권19, 〈열전〉9, 사영운

## 한국어 번역
- 주기평·임도현·이지운·서용준·김수희·정세진·이하늬 옮기고 주석을 닮, 《사령운·사혜련 시》, 학고방, 2016년 4월 30일[1]

## 같이 보기
- 저장성